# و من عاشقانه زیسته‌ام
و من عاشقانه زیسته‌ام (تولید و نمایش: ۱۳۷۸، آلمان ) عنوان فیلم مستندی است ساخته پانته‌آ بهرامی کارگردان ایرانی که تاریخ سیاسی معاصر ایران را از دریچه خاطرات چند تن از زنان زندانی سیاسی مرور می‌کند.
از نکات برجسته این فیلم تشریح چگونگی مورد تجاوز قرار گرفتن در زندانهای ایران توسط ۱۳ زنی است که سابقه فعالیت سیاسی و زندانی شدن در ایران را داشته اند.همچنین زنانی که باردار دستگیر شده و در زندان فرزند خود را بدنیا آورده و بزرگ کرده اند پیرامون شرایط خود سخن می‌گویند.صحنه‌هایی از زندان در این فیلم بازسازی شده است. 
این فیلم برای اولین بار ۲۸ نوامبر در دانشگاه فنی برلین به نمایش در خواهد آمد. 